# Denis Kramář
Denis Kramář (* 8. srpna 2003 Bolatice) je český fotbalový útočník a bývalý mládežnický reprezentant, který hraje od roku 2023 za Sigmu Olomouc.

## Klubová kariéra
S fotbalem začal v Bolaticích, ze kterých putoval do SFC Opava, kde strávil následujících 8 let.

### SFC Opava
Do SFC Opava přišel v roce 2015. Prvoligového debutu se dočkal dne 12. prosince 2020 proti Mladé Boleslavi, kde v 84. minutě střídal Bojana Dordiče. Zápas skončil remízou 2:2. Pravidelně nastupoval na pozici hrotového útočníka. Za Opavu v seniorských kategoriích celkově odehrál 64 zápasů a vstřelil 17 branek.

### SK Sigma Olomouc
2. února 2023 podepsal tříletou smlouvu v hanácké Sigmě. Debut za A-mužstvo si připsal 26. dubna 2023 proti Jablonci, když v 68. minutě střídal Pavla Zifčáka. Zápas dopadl nerozhodně 2:2. I když byl brán jako náhrada za Mojmíra Chytila, tak od roku 2024 je kmenovým hráčem rezervy, a to hlavně kvůli předchozím zdravotním problémům.

## Reprezentační kariéra
Kramář taktéž reprezentoval Českou republiku na úrovni U20. Za reprezentaci odehrál celkem 7 utkání.

## Osobní život
Jeho bratr působí jako brankář v SFC Opava.